# Bogoljubow-Theorie
Bogoljubow-Theorie (nach Nikolai Nikolajewitsch Bogoljubow) ist in der theoretischen Physik eine Methode zur Beschreibung schwach wechselwirkender Bose-Einstein-Kondensate bei tiefen Temperaturen. Unter der Annahme, dass in der Nähe des absoluten Nullpunkts nahezu alle Teilchen eines Bose-Gases die Kondensat-Mode besetzen, werden dabei Wechselwirkungsprozesse zwischen Teilchen außerhalb des Kondensats vernachlässigt, wodurch der Hamiltonoperator des Systems quadratisch in den Feldoperatoren wird und sich diagonalisieren lässt. Für Kondensate ultrakalter Atome, auf welche die Bedingung der schwachen Wechselwirkung zutrifft, erlaubt Bogoljubow-Theorie eine präzise Beschreibung von Dispersionsrelationen, Impulsspektren, Grundzustandsenergien und anderen Observablen. Im Falle des stark wechselwirkenden suprafluiden Heliums, für welchen die Theorie ursprünglich entwickelt wurde, ist sie nur teilweise und eher qualitativ anwendbar.

## Bogoljubow-Näherung
In zweiter Quantisierung lautet der Hamiltonoperator wechselwirkender Bosonen:
{\displaystyle H=\sum _{\mathbf {p} }{\frac {\mathbf {p} ^{2}}{2m}}a_{\mathbf {p} }^{\dagger }a_{\mathbf {p} }+{\frac {1}{2{\mathcal {V}}}}\sum _{\mathbf {p} \mathbf {p} '\mathbf {q} }V_{\mathbf {q} }a_{\mathbf {p} +\mathbf {q} }^{\dagger }a_{\mathbf {p} '-\mathbf {q} }^{\dagger }a_{\mathbf {p} }a_{\mathbf {p} '}\,.}
Dabei erzeugen bzw. vernichten {\displaystyle a_{\mathbf {p} }^{\dagger }} und {\displaystyle a_{\mathbf {p} }} ein Teilchen mit Impuls {\displaystyle \mathbf {p} }, {\displaystyle m} ist die Masse der Teilchen, {\displaystyle {\mathcal {V}}} ist das Volumen des Systems und {\displaystyle V_{\mathbf {q} }} ist die Fourier-Transformierte des Wechselwirkungspotentials zwischen den Teilchen. Die Gesamtteilchenzahl sei {\displaystyle N}. Im kondensierten Zustand besetzt ein makroskopischer Anteil {\displaystyle N_{0}} davon die Null-Mode {\displaystyle \mathbf {p} =0}, d. h. nur ein kleiner Bruchteil der Teilchen befindet sich in angeregten Moden {\displaystyle \mathbf {p} \neq 0}. Die Bogoljubow-Näherung besteht nun darin, die Erzeugungs- und Vernichtungsoperatoren der Null-Mode, {\displaystyle a_{0}^{\dagger }} und {\displaystyle a_{0}}, durch {\displaystyle {\sqrt {N_{0}}}} zu ersetzen, und außerdem nur Wechselwirkungsprozesse zwischen zwei Teilchen zu berücksichtigen, bei denen sich mindestens eines davon im Kondensat befindet, das heißt Terme mit mehr als zwei Operatoren zu vernachlässigen. Dies ergibt für den Hamiltonoperator:
{\displaystyle H={\frac {1}{2{\mathcal {V}}}}N_{0}^{2}V_{0}+\sum _{\mathbf {p} \neq 0}\left\{\left({\frac {\mathbf {p} ^{2}}{2m}}+{\frac {N_{0}}{\mathcal {V}}}(V_{0}+V_{\mathbf {p} })\right)a_{\mathbf {p} }^{\dagger }a_{\mathbf {p} }+{\frac {N_{0}}{2{\mathcal {V}}}}V_{\mathbf {p} }\left(a_{\mathbf {p} }a_{-\mathbf {p} }+a_{\mathbf {p} }^{\dagger }a_{-\mathbf {p} }^{\dagger }\right)\right\}+{\mathcal {O}}\left(a_{\mathbf {p} }^{3}\right)\,.}
Unter Verwendung von {\displaystyle N_{0}=N-\sum _{\mathbf {p} \neq 0}a_{\mathbf {p} }^{\dagger }a_{\mathbf {p} }} lässt sich {\displaystyle N_{0}} durch {\displaystyle N} ersetzen:
{\displaystyle H={\frac {1}{2{\mathcal {V}}}}N^{2}V_{0}+\sum _{\mathbf {p} \neq 0}\left\{\left({\frac {\mathbf {p} ^{2}}{2m}}+{\frac {N}{\mathcal {V}}}V_{\mathbf {p} }\right)a_{\mathbf {p} }^{\dagger }a_{\mathbf {p} }+{\frac {N}{2{\mathcal {V}}}}V_{\mathbf {p} }\left(a_{\mathbf {p} }a_{-\mathbf {p} }+a_{\mathbf {p} }^{\dagger }a_{-\mathbf {p} }^{\dagger }\right)\right\}+{\mathcal {O}}\left(a_{\mathbf {p} }^{3}\right)\,.}
In dieser Form ist der Hamiltonoperator zwar quadratisch, aber nicht diagonal. Um dies zu erreichen, führt man die Bogoljubow-Transformation
{\displaystyle a_{\mathbf {p} }=u_{\mathbf {p} }b_{\mathbf {p} }+v_{\mathbf {p} }b_{-\mathbf {p} }^{\dagger }}
zu den neuen Operatoren {\displaystyle b_{\mathbf {p} }} und {\displaystyle b_{\mathbf {p} }^{\dagger }} ein. Damit diese die korrekten bosonischen Kommutatorrelationen erfüllen, muss gelten:
{\displaystyle |u_{\mathbf {p} }|^{2}-|v_{\mathbf {p} }|^{2}=1\,.}
Unter dieser Zwangsbedingung müssen nun {\displaystyle u_{\mathbf {p} }} und {\displaystyle v_{\mathbf {p} }} so bestimmt werden, dass nicht-diagonale Terme verschwinden. Man findet
{\displaystyle |u_{\mathbf {p} }|^{2}={\frac {1}{2}}\left[{\frac {{\frac {\mathbf {p} ^{2}}{2m}}+\rho V_{\mathbf {p} }}{\omega _{\mathbf {p} }}}+1\right]\qquad |v_{\mathbf {p} }|^{2}={\frac {1}{2}}\left[{\frac {{\frac {\mathbf {p} ^{2}}{2m}}+\rho V_{\mathbf {p} }}{\omega _{\mathbf {p} }}}-1\right]\,,}
mit
{\displaystyle \omega _{\mathbf {p} }={\sqrt {{\frac {\mathbf {p} ^{2}}{2m}}\left({\frac {\mathbf {p} ^{2}}{2m}}+2\rho V_{\mathbf {p} }\right)}}}
und {\displaystyle \rho \equiv N/{\mathcal {V}}}. Der Hamiltonoperator nimmt dann Diagonalgestalt an:
{\displaystyle H=E_{0}+\sum _{\mathbf {p} \neq 0}\omega _{\mathbf {p} }b_{\mathbf {p} }^{\dagger }b_{\mathbf {p} }+{\mathcal {O}}\left(a_{\mathbf {p} }^{3}\right)\,,}
wobei die Grundzustandsenergie {\displaystyle E_{0}} gegeben ist durch
{\displaystyle E_{0}={\frac {1}{2}}{\mathcal {V}}\rho ^{2}V_{0}+{\frac {1}{2}}\sum _{\mathbf {p} \neq 0}\left\{\omega _{\mathbf {p} }-{\frac {\mathbf {p} ^{2}}{2m}}-\rho V_{\mathbf {p} }\right\}\,.}
Das Gas wechselwirkender Teilchen kann somit näherungsweise beschrieben werden durch ein Gas nicht-wechselwirkender Bogoljubow-Quasiteilchen mit Dispersion {\displaystyle \omega _{\mathbf {p} }}. Für den Fall einer Kontaktwechselwirkung, {\displaystyle V_{\mathbf {p} }=g}, besitzt diese bei kleinen Impulsen eine schallwellenartige lineare Form, {\displaystyle \omega _{\mathbf {p} }\simeq c|\mathbf {p} |} mit {\displaystyle c={\sqrt {g\rho /m}}}, während sie ab der Skala des Healing-Impulses {\displaystyle p_{\text{h}}\equiv {\sqrt {2mg\rho }}} in die quadratische Dispersion freier Teilchen übergeht.

## Grundzustandsenergie und Kondensat-Verlust
Für Bose-Einstein-Kondensate elektrisch neutraler, nicht magnetischer Atome stellt ein Kontaktpotential, {\displaystyle V_{\mathbf {p} }=g}, eine sehr gute Beschreibung der Wechselwirkung zwischen den Atomen dar. Allerdings führt dieses zu einer UV-Divergenz der Grundzustandsenergie {\displaystyle E_{0}}. Diese kann behoben werden, indem die unphysikalische Kopplung {\displaystyle g} durch die physikalische Streulänge {\displaystyle a} der Atome ausgedrückt wird. In Bornscher Näherung gilt
{\displaystyle g={\frac {4\pi a}{m}}\left[1+{\frac {4\pi a}{\mathcal {V}}}\sum _{\mathbf {p} \neq 0}{\frac {1}{\mathbf {p} ^{2}}}+{\mathcal {O}}(a^{2})\right]\,.}
Durch diese Ersetzung heben sich die UV-Divergenzen weg und es ergibt sich ein endliches Resultat für {\displaystyle E_{0}}:
{\displaystyle E_{0}={\frac {1}{2}}{\mathcal {V}}g_{\text{R}}\rho ^{2}\left[1+{\frac {128}{15{\sqrt {\pi }}}}\eta \right]\,,}
wobei die renormierte Kopplung {\displaystyle g_{\text{R}}\equiv 4\pi a/m} und der Diluteness-Parameter {\displaystyle \eta \equiv {\sqrt {\rho a^{3}}}} eingeführt wurden.
Bogoljubow-Theorie erlaubt auch die Berechnung des Impulsspektrums {\displaystyle f(\mathbf {p} )=\langle a_{\mathbf {p} }^{\dagger }a_{\mathbf {p} }\rangle }. Am absoluten Nullpunkt, {\displaystyle T=0}, sind keine Bogoljubow-Quasiteilchen angeregt, {\displaystyle \langle b_{\mathbf {p} }^{\dagger }b_{\mathbf {p} }\rangle =0}. Aufgrund der bosonischen Kommutatorrelation {\displaystyle b_{\mathbf {p} }b_{\mathbf {p} }^{\dagger }=1+b_{\mathbf {p} }^{\dagger }b_{\mathbf {p} }} verschwindet jedoch der Erwartungswert von {\displaystyle a_{\mathbf {p} }^{\dagger }a_{\mathbf {p} }} auch bei {\displaystyle T=0} nicht:
{\displaystyle f(\mathbf {p} )=\langle a_{\mathbf {p} }^{\dagger }a_{\mathbf {p} }\rangle =|v_{\mathbf {p} }|^{2}\,.}
Damit lässt sich u. a. auch der Kondensat-Verlust berechnen, d. h. der Anteil der Teilchen, die sich selbst bei {\displaystyle T=0} nicht in der Kondensatmode aufhalten:
{\displaystyle {\frac {N-N_{0}}{N}}={\frac {1}{N}}\sum _{\mathbf {p} \neq 0}|v_{\mathbf {p} }|^{2}\simeq {\frac {8}{3{\sqrt {\pi }}}}\eta \,.}
Die Bogoljubow-Näherung ist nur gut, solange dieser Anteil hinreichend klein ist, d. h. {\displaystyle \eta \ll 1}. In Gasen kalter Atome ist {\displaystyle \eta } typischerweise von der Größenordnung {\displaystyle \sim 10^{-3}} bis {\displaystyle \sim 10^{-2}}.

## Erweiterungen
Bogoljubow-Theorie kann auch auf den Fall mehrkomponentiger Bose-Einstein-Kondensate verallgemeinert werden. Die Popow-Theorie kann als eine Erweiterung der Bogoljubow-Theorie betrachtet werden, deren Gültigkeit sich auf höhere Temperaturen erstreckt und die erst in der Nähe des Bose-Einstein-Übergangs zusammenbricht.